# Муниципальные выборы в Азербайджане (1999)
Муниципальные выборы в Азербайджане 1999 г. — первые в Азербайджане выборы в муниципалитеты, являющиеся местными органами самоуправления.  Это первые общенациональные муниципальные выборы, проводимые в Азербайджане.
Выборы проводились по мажоритарной системе и были избраны только члены муниципалитетов. Согласно действующим законам, председатели муниципалитетов избираются членами муниципалитетов, избранными на первом заседании муниципалитетов, образованных в результате выборов. Выборы состоялись 12 декабря.
10 декабря 1999 г. Президент Азербайджана Гейдар Алиев обратился к народу по поводу муниципальных выборов.

## Избирательная система
2 июля 1999 года был принят Закон Азербайджанской Республики "О правилах проведения муниципальных выборов". Выборы проводятся каждые 5 лет. Согласно закону, члены муниципалитетов, осуществляющих местное самоуправление в Азербайджанской Республике, избираются в многомандатных избирательных округах на основе пропорциональной мажоритарной системы.
- 500 — 1000 избирателей — 7 человек
- 1000 — 5000 избирателей — 9 человек
- 5000 — 10 000 избирателей — 11 человек
- 10 000 — 20 000 избирателей — 13 человек
- 20 000 — 50 000 избирателей — 15 человек
- 50 000 — 100 000 избирателей — 17 человек
- 100 000 — 300 000 избирателей — 19 человек[5]

По всей стране были созданы территориальные избирательные округа для проведения выборов.
Территориальная избирательная комиссия формируется из числа граждан Азербайджанской Республики, имеющие право участвовать в выборах и постоянно проживающие на территории соответствующего избирательного округа. Состав комиссии определяется путем жеребьевки из числа кандидатов, выдвинутых местными организациями общественных объединений, политических партий и собраниями избирателей соответствующей территории в порядке, установленном Центральной избирательной комиссией. Для проведения жеребьевки по формированию состава территориальных избирательных комиссий организуются жеребьевки в составе трех человек. Правила организации жеребьевки определяются Центральной избирательной комиссией.
Срок полномочий муниципалитетов составляет 5 лет. Каждый гражданин Азербайджанской Республики, обладающий избирательным правом и постоянно проживающий на соответствующей избирательной территории, может выдвинуть свою кандидатуру в члены муниципалитета в соответствии с требованиями настоящего закона:
- 150 подписей в регионах с населением более 10 000 человек
- 100 подписей в регионах с населением более 50 000 человек
- 75 подписей в регионах с населением более 20 000 человек
- 50 подписей в регионах с населением более 10 000 человек
- 30 подписей в регионах с населением более 5 000 человек
- 15 подписей в регионах с населением менее 5 000 человек

Муниципальные выборы считаются состоявшимися, если в них приняло участие не менее 25 % избирателей, включенных в список соответствующей избирательной территории. Если в ходе выборов допущено нарушение закона, серьезно повлиявшее на их исход, то в этом случае территориальная избирательная комиссия принимает решение о признании выборов недействительными. Если муниципальные выборы признаны несостоявшимися или признаны недействительными, по решению Центральной избирательной комиссии в соответствии с положениями настоящего Закона в срок не позднее 3 месяцев проводятся повторные выборы. В случае, если члены муниципалитета избраны не в полном составе или их полномочия прекращены досрочно и в результате этого численность муниципалитета составляет менее 2/3, по решению Центральной избирательной комиссии в срок не позднее 3 месяцев проводятся дополнительные выборы.
На первых муниципальных выборах избирательные территории определялись Центральной избирательной комиссией, как правило, по признаку административно-территориального деления.

## Партии и кандидаты
Распределение кандидатов по округам
 Политические партии (49 %) Беспартийные (51 %)
Партия национальной независимости Азербайджана отказалась участвовать в муниципальных выборах 1999 года.
В выборах приняли участие партия Народного Фронта Азербайджана и партия "Мусават". В выборах также приняла участие официально незарегистрированная партия "Ахрар".
На выборах из более чем 43 тысяч человек, выдвинувших свои кандидатуры, было зарегистрировано около 35 600. Из них 54,4% баллотировались в муниципальные органы по собственной инициативе, а более 40% были выдвинуты политическими партиями. Примерно 51% от общего числа кандидатов, то есть более 18 тысяч кандидатов, состояли в политических партиях. Всего в предвыборном марафоне приняли участие представители 26 политических партий.

## Выборы
Муниципальные выборы были проведены в 74 территориальных избирательных округах и 4683 избирательных участках, охватывающих 2591 муниципалитет для избрания 20456 членов муниципалитетов. В результате военной агрессии Армении стало невозможным проведение муниципальных выборов на оккупированных территориях Азербайджана — Нагорно-Карабахском регионе.
Около 18% членов территориальных избирательных комиссий были представителями различных политических партий, более 30% — общественных объединений. В состав избирательных комиссий на участках вошло более 5000 представителей 21 политической партии.
Президент Азербайджанской Республики Гейдар Алиев проголосовал на избирательном участке № 17, расположенном в Сабаильском районе города Баку.

### Итог
|                            | Действительные | Недействительные | Всего     |
| Количество муниципалитетов | 2 591          | 76               | 2 667     |
| Количество членов          | 20 456         |                  |           |
| Количество округов         |                |                  | 74        |
| Количество избирателей     | -              | -                | 4 312 265 |
| Голоса                     |                |                  |           |
| Явка избирателей           | -              | -                | 52.60%    |

112 кандидатов от партии Ахрар, которая официально не зарегистрирована, были избраны в качестве членов муниципалитета.

## Политические партии
Распределение избранных членов по политическим партиям было следующим:
| Политическая партия | Политическая партия                            | Председатель      | Количество членов муниципалитета |
| ------------------- | ---------------------------------------------- | ----------------- | -------------------------------- |
|                     | Новый Азербайджан                              | Гейдар Алиев      | 10.431 / 20.456                  |
|                     | Народный фронт Азербайджана                    | Абульфаз Эльчибей | 1.387 / 20.456                   |
|                     | Либерально-демократическая партия Азербайджана | Закир Мамедов     | 600 / 20.456                     |
|                     | Партия гражданской солидарности                | Сабир Рустамханлы | 500 / 20.456                     |
|                     | Партия Родина                                  | Фазаил Агамалы    | 385 / 20.456                     |
|                     | Партия Социального Благосостояния Азербайджана | Хангусейн Казымлы |                                  |
|                     | Партия национальной независимости Азербайджана | Этибар Мамедов    |                                  |
|                     | Партия Мусават                                 | Иса Гамбар        |                                  |

## Результаты
В муниципальных выборах 1999 года приняли участие 52,6% от общего числа избирателей страны, в результате чего выборы были признаны состоявшимися.
По итогам выборов были избраны депутаты 51 городского самоуправления, 8 районов, 123 поселковых и 2409 сельских самоуправлений. Выборы прошли в 2667 муниципалитетах, но по определенным причинам результаты выборов в 76 муниципалитетах были признаны недействительными. По этой причине 26 марта 2000 года в 75 муниципалитетах в 26 избирательных округах состоялись повторные выборы.